# Neomys anomalus
El musgaño de Cabrera (Neomys anomalus) es una especie de mamífero soricomorfo de la familia Soricidae.

## Morfología
El musgaño de Cabrera es de pequeño tamaño, de 6 a 9 cm de tronco, y de 4 a 6 cm de cola, con un peso total de entre 7,5 a 16 g. El color varía, pero el vientre siempre es claro, casi blancuzco, y la cola es bicolor. Las orejas están ocultas totalmente en el pelaje, el hocico es grueso y los dientes de color granate.
El musgaño de Cabrera presenta un desarrollo de toda la pilosidad ventral de la cola superior al de la parte dorsal, mientras que en el musgaño patiblanco este desarrollo se limita a una estrecha franja medio ventral en la que además los pelos logran una longitud inferior a la que alcanzan en su congénere. En ambos casos este desarrollo es máximo cerca del extremo distal y mínimo en el proximal.

## Distribución y hábitat
Se halla en toda Europa y occidente de Asia, pero es menos abundante que el patiblanco. N. anomalus falta en el norte de Europa y en las islas británicas.
Habita en aguas limpias y sin contaminar, y en arquetas de manantiales. En las montañas vive en pastos húmedos, en zonas pantanosas, laderas y prados húmedos; incluso se le halla a veces en los edificios. Es un buen indicador de la pureza de ríos y arroyos.

## Comportamiento
Nada y bucea muy bien, es activo las 24 horas, su metabolismo es parecido al de los ratones. Cava galerías en las orillas, gregario, el nido es una bola grande y compacta de hierba, raíces y musgo, dentro de una cavidad. La piel aterciopelada no se empapa al bucear (inclusiones de aire).
Es territorial en época de celo, que dura desde abril a septiembre, con frecuentes luchas, donde los animales chillan, fuerte y perceptiblemente, tienen 2-3 camadas al año, de 4 a 8 crías, por camada, desnudas y ciegas, pueden vivir 1 o 2 años.
Se alimentan de insectos y otros pequeños invertebrados, caracoles acuáticos, pequeños peces y ranas, suelen devorar sus presas, localizadas por el olfato, en tierra, raras veces en el agua.